# Tajion Jones
Tajion Jones (Oak Ridge, 11 febbraio 1999) è un cestista statunitense, professionista in Europa.

## Palmarès
- Campionato olandese: 1

Leida: 2023-2024
- Supercoppa d'Olanda: 1

Leida: 2023